# Von Braun (cràter)
Von Braun, anomenat així pel pioner dels coets Wernher von Braun, és un cràter d'impacte situat prop del terminador nord-occidental de la Lluna. Es troba en la vora occidental del Oceanus Procellarum, al nord-est del cràter Lavoisier. El bord nord-est d'aquest cràter coincideix amb la vora de la Sinus Roris, un element característic de la badia en la part del nord-oest del Oceanus Procellarum. A causa de la seva proximitat al limbe, aquest cràter apareix significativament escorçad quan es veu des de la Terra.

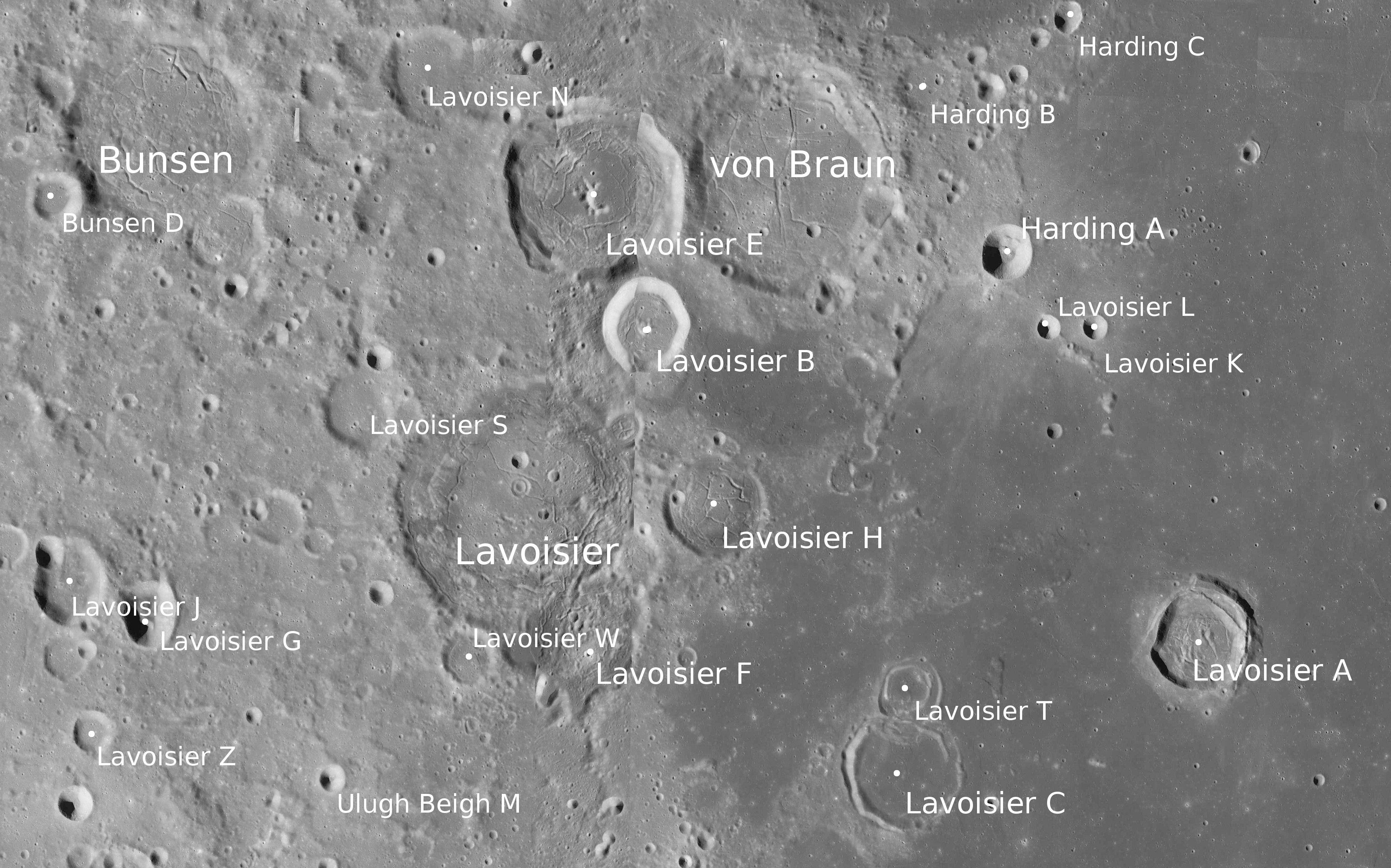
Localització de von Braun (centre de la meitat superior de la imatge). Fotografia de la missió Lunar Reconnaissance Orbiter

Aquest cràter està una mica distorsionat pel que fa a una forma circular, i és lleument més llarg al nord i al sud. La vora exterior ha sofert alguna erosió a causa d'impactes posteriors. Més notablement, el cràter Lavoisier E està unit a la vora occidental, i el seu terraplè exterior travessa part de la paret interna de von Braun. Existeixen petits impactes a la riba de l'oceà al sud-est i a l'est, i altres cràters en els bords nord-est i sud-oest. La paret interior s'ha desplomada en els costats sud-est i nord-oest per formar un vessant de tipus terraplenat. El sòl interior és relativament pla i sense trets, amb uns petits cràters que marquen la superfície.
Aquest cràter va ser prèviament identificat com Lavoisier D abans de ser-li assignat el seu nom actual per la UAI.